# Thomas Vernoux
Thomas Vernoux (Marseille, 2002. március 21. ― ) francia válogatott vízilabdázó, a CN Marseille játékosa.

## Sportpályafutása
Szülővárosa csapatában kezdett vízilabdázni, a felnőtt bajnokságban 15 évesen debütált. Hazája nemzeti együttesében 2017-ben mutatkozott be, mellyel 2018-ban Európa-bajnoki 12.-, két évvel később pedig 13. helyezést ért el, majd a 2022-es kontinensviadalon 6. helyen zárt a francia válogatottal. A 2023-as világbajnokságon szintén 6. helyen végzett, 2024-ben pedig Európa-bajnoki 9. helyezést szerzett a nemzeti csapattal.

## Eredményei

### Klubcsapattal

#### CN Marseille
- Francia bajnokság
  - Bajnok: 2021, 2022, 2023
  - Ezüstérmes: 2019
  - Bronzérmes: 2018
- Pierre Garsau-Kupa
  - Kupagyőztes: 2022, 2023, 2024

### Válogatottal

#### Franciaország
- Európa-bajnoki 12. helyezett (Barcelona, 2018)
- Európa-bajnoki 13. helyezett (Budapest, 2020)
- Európa-bajnoki 6. helyezett (Split, 2022)
- Világbajnoki 6. helyezett (Fukuoka, 2023)
- Európa-bajnoki 9. helyezett (Dubrovnik és Zágráb, 2024)